# Горшенёв, Виктор Михайлович
Виктор Михайлович Горшенёв (укр. Віктор Михайлович Горшеньов; 22 апреля 1924, Арск, ТатАССР, РСФСР, СССР — 23 августа 1993, Харьков, Украина) — советский и украинский учёный-правовед, специалист в области теории государства и права. Доктор юридических наук (1970), профессор (1972), профессор и заведующий кафедрой теории государства и права Харьковского юридического института. Участник Великой Отечественной войны.

## Биография
Родился 22 апреля 1924 года в городе Арске (ТатАССР). В октябре 1941 года десятиклассник Горшенёв ушёл добровольцем на фронт. После окончания военного училища служил политработником (4-й, 1-й Украинские фронты). Воевал, был дважды ранен, горел в танке. Награжден орденом Отечественной Войны II степени, медалями «За оборону Сталинграда», «За освобождение Праги». В августе 1943 года вступил в ВКП(б). Войну завершил в Берлине батальонным замполитом. После войны был назначен старшим политруком политотдела дивизии в Выборге, с 1947 до 1949 год служил в Германии. После болезни был уволен из армии в звании капитана запаса.
В 1949 году поступил в Казанский юридический институт, в 1951 году переведён в Московский юридический институт, который окончил в 1953 и был оставлен там же в аспирантуре.
После окончания аспирантуры МГУ в 1956 году защитил кандидатскую диссертацию по теме «Роль советского государства и права в осуществлении хозяйственной политики КПСС» (научным руководителем был профессор МГУ Н. Г. Александров. В 1962 году получил учёное звание «доцент». Работал в юридических учебных заведениях Казани, Томска, Новосибирска, Ярославля.
С 1956 по 1959 год руководил филиалом ВЮЗИ в Казани, затем два года работал старшим преподавателем юридического факультета Казанского государственного университета. В 1961 году Горшенёв избирается доцентом Томского университета, где в 1962 году ему присваивается учёное звание «доцент». В 1964 году он становится доцентом, заместителем декана и и.о. профессора Новосибирского заочного факультета Свердловского юридического института (ныне Новосибирский юридический институт (филиал) Томского государственного университета). В Новосибирске Горшенёв возглавил Предметно-цикловую комиссию (ПЦК), объединив под своим руководством преподавателей теории и государственно-правовых наук Новосибирского филиала СЮИ, из которой потом выросла кафедра истории государства и права, конституционного права. В 1969 году защитил докторскую диссертацию на тему «Способы и организационные формы правового регулирования в современный период коммунистического строительства» по специальности 710 – «Теория государства и права».
В 1970 году стал одним из основателей отделения «Правоведение» воссозданного Ярославского государственного университета и первым руководителем кафедры теории и истории государства и права, на тот момент единственной правовой кафедры вуза. В 1972 году получил учёное звание «профессор», а в сентябре 1975 года стал деканом юридического факультета ЯрГУ.
В 1977 году переехал в Харьков и переходит в Харьковском юридическом институте (ныне — Национальный юридический университет имени Ярослава Мудрого), где и проработал до конца жизни, в частности, в 1978–1984 годах — заведующим кафедрой теории государства и права.
Скончался 23 августа 1993 года в Харькове.

## Научная деятельность
Основатель научной школы по исследованию проблем юридического процесса, комплексного подхода к изучению учредительной, правотворческой и контрольной деятельности органов государства. Основатель украинской научной школы юридической деонтологии — учения о социальном назначении юриста в обществе, системе этических, психологических, профессиональных и политических требований к юридической профессии. Один из первых исследователей проблем формирования отечественной концепции правового государства. Подготовил 20 кандидатов, одного доктора наук.
По инициативе Горшенёва в Харьковском юридическом институте ввели учебного курса «Юридическая деонтология» в качестве пропедевтической, вводной учебной дисциплины для студентов-первокурсников вместо традиционного курса «Введение в юридическую специальность». Программа курса была разослана во многие юридические вузы и факультеты СССР, а в 1989 году она была утверждена Президиумом Всесоюзного совета по юридическому образованию при Госкомитете по народному образованию СССР и рекомендована для включения в типовой учебный план по специальности «Правоведение».
Опубликовал более 200 научных работ. Основными среди них были:
- «О роли общественных организаций в советском правотворчестве» (М., 1962)
- «Участие общественных организаций в правовом регулировании» (М., 1963)
- «Способы и организационные формы правового регулирования в социалистическом обществе» (М., 1972)
- «Юридическая процессуальная форма: теория и практика» (соавтор и ред. М., 1976)
- «Правовые формы деятельности в общенародном государстве: Учеб. пособие» (соавтор и ред. Х., 1985)
- «Теория юридического процесса» (соавтор и ред., Х., 1985)
- «Контроль как правовая форма деятельности» (М., 1987),
- «Юридическая деонтология: Учеб. пособие» (соавтор, Киев, 1988)
- «Фундаментальные проблемы концепции формирования советского правового государства» (соавтор и ред. Х., 1990)

## Награды
Виктор Михайлович был награждён орденом Отечественной войны II степени, а также девятью медалями, среди которых были «За оборону Сталинграда», «За освобождение Праги», «За отвагу», «За победу над Германией в Великой Отечественной войне 1941–1945 гг.» и «За доблестный труд. В ознаменование 100-летия со дня рождения В. И. Ленина».